# Spargania flavolimbaria
Spargania flavolimbaria là một loài bướm đêm trong họ Geometridae.